# Joseph Delteil
Joseph Delteil (Le Vilar de Danha, Llenguadoc, 20 d'abril de 1894 – Grabèls, 12 d'abril de 1978) va ser un escriptor i poeta francès.

## Biografia

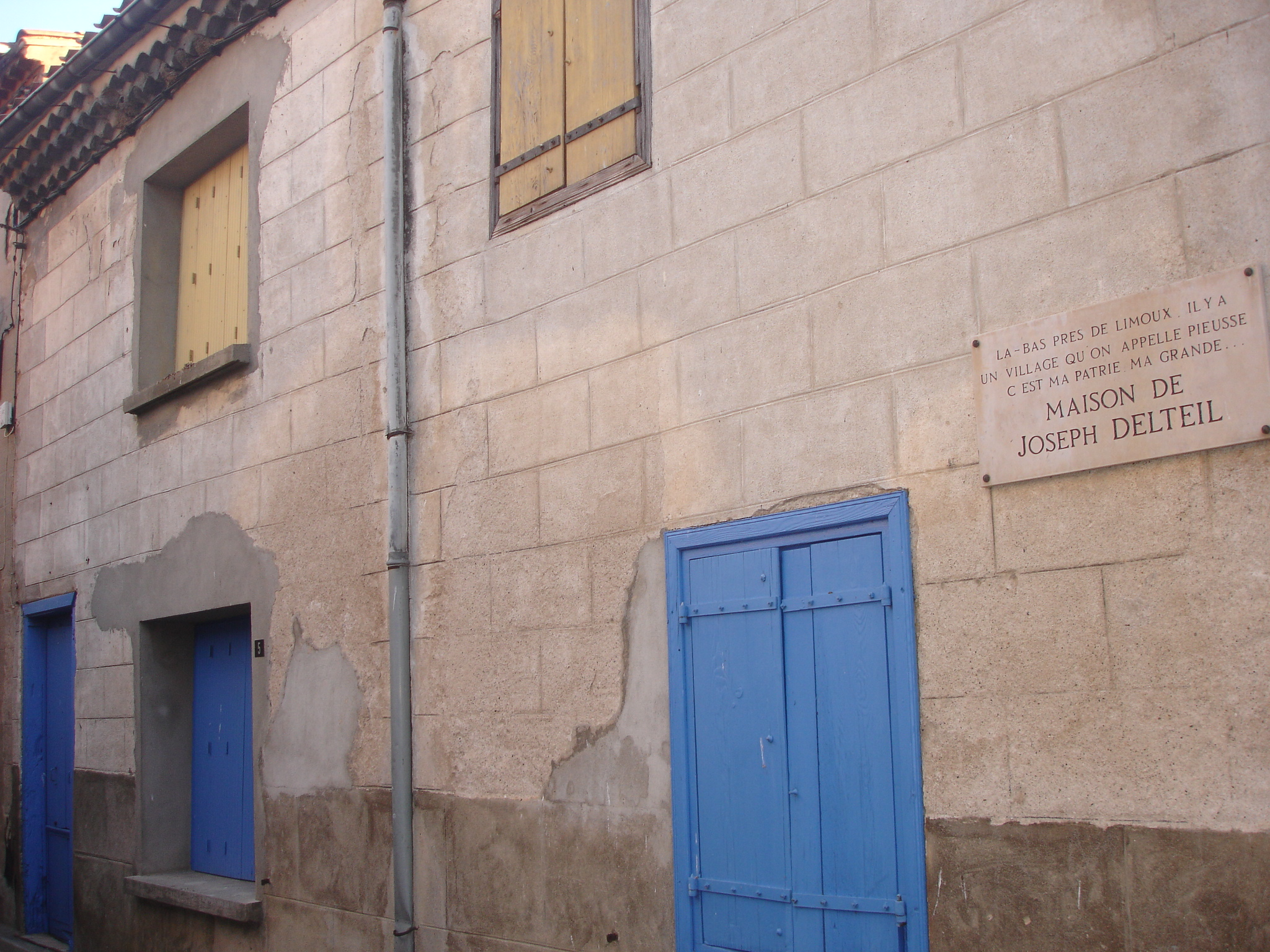
LA - BAS PRES DE LIMOUX. IL Y A
UN VILLAGE QU'ON APPELLE PIEUSSE
C EST MA PATRIE MA GRANDE... MAISON DE JOSEPH DELTEIL

Joseph Delteil nasqué a la granja de La Pradelha. Estudià al Collège Saint-Stanislas (petit seminari) de Carcassona.
El 1922 publicà la seva primera novel·la Sur le fleuve Amour que va atraure l'atenció de Louis Aragon i Andre Breton. Delteil col·laborà amb la revista Literature i participà en el disseny del plamfet surrealista Un cadavre arran del funeral nacional d'Anatole France (octubre de 1924).
El 1925 es publicà la seva Jeanne d'Arc, que va rebre el Prix Femina, criticat pels surrealistes i en particular per Breton i va trencar ambel surrealisme
Arran d'una malaltia es retirà a Occitània i allà va fer amistat amb Henry Miller, Frédéric Jacques Temple, Charles Trenet, Georges Brassens, Pierre Soulages), Jean-Claude Drouot,...Amb la publicació el 1968 de La Deltheillerie va tornar a tenir notorietat.

## Obres
- 1919: Le Cœur grec
- 1921: Le Cygne androgyne
- 1922: Sur le Fleuve Amour
- 1923: Choléra
- 1924: Les Cinq sens
- 1925: Jeanne d'Arc, (novel·la), Prix Femina)
- 1925: Le Discours aux oiseaux par Saint François d'Assise
- 1925: Les Poilus
- 1926: Mes amours...(...spirituelles)
- 1926: Allo ! Paris
- 1926: Ode à Limoux
- 1927: Perpignan
- 1927: La Jonque de porcelaine
- 1928: La Fayette
- 1928: Le Mal de cœur
- 1928: De J.-J. Rousseau à Mistral
- 1929: Il était une fois Napoléon
- 1929: Les Chats de Paris
- 1930: La Belle Corisande
- 1930: La Belle Aude
- 1930: Don Juan
- 1931: La Nuit des bêtes
- 1931: Le Vert Galant
- 1944: A la Belle étoile
- 1947: Jésus II
- 1960:François d'Assise
- 1961: Œuvres complètes
- 1964: La Cuisine paléolithique - éditions Robert Morel, Grand Prix international de littérature gastronomique 1965
- 1968: La Deltheillerie
- 1976: Le sacré corps
- 1980: Correspondance privée Henry Miller-Joseph Delteil, Paris, Pierre Belfond, 1980 (notes per Frédéric Jacques Temple)
- 1990: Musée de marine
- 1994: Les Prisonniers de l'infini
- 1995: Le Maître ironique
- 2005: L'Homme coupé en morceaux